# G.L.S. Shackle
George Lennox Sharman Shackle (Cambridge, 14 juli 1903 – 3 maart 1992) was een Brits econoom. Hij zette vraagtekens bij de klassieke rationelekeuzetheorie om reden dat deze onvoldoende rekening hield met 'gebeurtenissen die als een verrassing komen'. Hij wordt gekarakteriseerd als een 'postkeynesiaan' en hij is ook beïnvloed door de Oostenrijkse School. Veel van zijn werk houdt verband met de Dempster-Shafer-theorie van bewijsvoering.
Zijn Economics for Pleasure (1959) verscheen ook in het Nederlands: Economie (1964).

## Overzicht
Shackle werd beïnvloed door Keynes en Gunnar Myrdal en betwistte de conventionele rol van waarschijnlijkheid in de economie door te stellen dat deze niet adequaat omging met "verrassende" gebeurtenissen. De grond van zijn denken kan worden gezien in de opmerking van Keynes:

Met "onzekere" kennis ... bedoel ik niet alleen een onderscheid te maken tussen wat zeker is en wat alleen waarschijnlijk is. Het roulettespel is in deze zin niet onderhevig aan onzekerheid ... De betekenis waarin ik de term gebruik is die waarin het vooruitzicht van een Europese oorlog onzeker is, of de koperprijs en het rentepercentage over twintig jaar, of de veroudering van een nieuwe uitvinding ... Over deze zaken bestaat geen wetenschappelijke basis waarop een berekenbare waarschijnlijkheid kan worden gevormd. We weten het gewoon niet!
- John Maynard Keynes, De algemene theorie van werkgelegenheid, rente en geld

Hoewel het werk van Shackle technisch van aard was, bracht het de economie op nieuw terrein, zoals het belang van verbeeldingskracht bij economische beslissingen om de plausibiliteit van alternatieve uitkomsten te beoordelen. Hoewel het werk van Shackle een beperkte invloed heeft gehad op het mainstream denken binnen de economie, blijft het (misschien in toenemende mate) belangstelling trekken. Van Shackle's bijdragen aan de besluitvormingstheorie was zijn potentiële verrassingstheorie van economische beslissingen de meest formidabele. Shackle liet de waarschijnlijkheidstheoretische fundamenten van het grootste deel van de moderne economie varen en richtte zich op plausibiliteit of een mogelijkheidsanalyse van economische beslissingen. Voor Shackle namen economische agenten geen beslissingen op basis van kansverdelingen en om daaruit rationele verwachtingen af te te leidden uit de "harde gegevens", zoals neoklassieke economen zoals Leonard Savage beweren. Voor Shackle was het cruciale element in economische besluitvorming de verbeeldingskracht, die bijgevolg een rol speelt in de besluitvorming. Shackle's overwegingen over de rol van imperfecte kennis in de economie voorzagen veel van de vooruitgang in de psychologische economie, met name van Herbert Simons gebonden rationaliteitstheorie. Shackle stelt, dat als je je realiseert dat economische besluitvormers de kennis missen die nodig is voor probabilistische analyse, is het bijna onmogelijk om rationele verwachtingen te maken op basis van deze gegevens. Om de zaken nog gecompliceerder te maken voor de neoklassieke economen, ging Shackle verder met zijn analyse en viel daarmee al één van de kernfundamenten van de moderne mainstream economie aan, namelijk perfecte kennis.
Voor Shackle was economische besluitvorming niet afgeleid van waarschijnlijkheid en frequentie, maar gebaseerd op de rol van de verbeeldingskracht bij het begrijpen van de mogelijkheid van economische beslissingen. Als waarschijnlijkheidsanalyse waar zou zijn voor de meeste economische beslissingen, zouden de meeste moderne economieën niet bestaan. In deze geïdealiseerde staat waarin rationele verwachtingen gegenereerd kunnen worden, zouden ondernemers simpelweg niet bestaan. Ondernemerschap is probabilistisch irrationeel, het heeft weinig zin om een economische beslissing te nemen waarbij het lot wordt bepaald door miljoenen andere voorwaardelijke menselijke wezens en hun subjectieve behoeften en voorkeuren. De probabilistische analyse van zo'n situatie zou sterk in het voordeel van het afzien van ondernemerschap uitvallen; voor de economische statisticus heeft het gewoon weinig zin om aan zo'n proces te beginnen wanneer de kans dat zo'n situatie een succes wordt immens klein is. Hieruit zou volgen dat in een wereld waarin individuen waarschijnlijkheden interpreteren voordat ze economische beslissingen nemen, individuen zouden afzien van ondernemerschap, want zo'n risicovolle poging om succesvol te zijn is zo'n situatie waarin de uitkomst afhangt van subjectieve voorkeuren van onbekende individuen. Ondernemers zijn dus echt irrationeel in een probabilistische evaluatie van economische beslissingen.
Shackle begreep de eigenaardige situatie voor de statisticus en ging verder met het ontwikkelen van zijn potentiële verrassingstheorie van economische besluitvorming. In plaats van hele frequenties van uitkomsten voor een bepaalde situatie af te wegen, zouden economische besluitvormers slechts een paar uitkomsten en mogelijkheden afwegen voordat ze een echte economische actie ondernemen; Shackle stelde voor dat economische besluitvormers slechts twee mogelijke uitkomsten zouden afwegen, in plaats van de frequentie van een hele waarschijnlijkheidsverdeling. Shackle's potentiële verrassingstheorie was fundamenteel gebaseerd op de rol van verbeelding in de economie, en overbrugde de grote asymmetrie van kennis van ondernemers om acties te ondernemen die bijgevolg de toekomst bepalen.
Shackle's keuzetheorie is een theorie die vreemd is voor de meeste mainstream economen die zich met keuzetheorie bezighouden, voornamelijk vanwege het feit dat de potentiële verrassingstheorie geen theorie van waarschijnlijkheid en kennis is, maar een theorie van verbeeldingskracht en mogelijkheid.

## Evenwicht versus tijd
De essentie van Shackle's radicale herwaardering van de economische theorie was vooral epistemisch. Hij vond dat de neoklassieke economie, en andere vormen van economie die gebruik maken van evenwichtsmethoden, de tijdsdimensie negeerden. De neoklassieke economie vertrouwt op het idee dat agenten rationeel zullen handelen; maar deze rationaliteit is in feite synoniem aan zeggen dat agenten de toekomst kennen. Shackle wees erop dat om agenten "rationeel" te laten handelen - in de betekenis die neoklassieke economen aan dat woord gaven - ze logisch gezien zouden moeten weten welke acties alle andere agenten zouden gaan ondernemen. Dit, beweerde Shackle, was in feite hetzelfde als aannemen dat ze de toekomst kenden. Shackle beweerde dat de manier waarop de neoklassieke economie deze sterke aanname had binnengesmokkeld, het gebruik van gelijktijdige vergelijkingen was.